# 岩手県の観光地

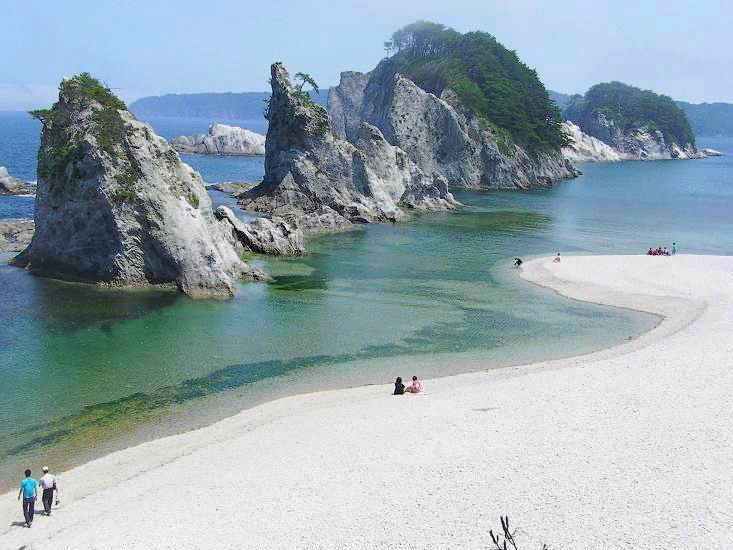
浄土ヶ浜剣の山 （三陸海岸）

岩手県の観光地（いわてけんのかんこうち）は、岩手県内の主要な観光地等に関する項目である。

## 対象別

### 文化財等

#### 世界遺産
- 平泉―仏国土（浄土）を表す建築・庭園及び考古学的遺跡群―
  - 中尊寺
  - 毛越寺
  - 観自在王院跡
  - 無量光院跡
  - 金鶏山
- 明治日本の産業革命遺産 製鉄・製鋼、造船、石炭産業
  - 橋野高炉跡
- 北海道・北東北の縄文遺跡群
  - 御所野遺跡

- 中尊寺
（金色堂覆堂）
- 毛越寺
（浄土庭園）
- 橋野高炉跡
- 御所野遺跡

#### 国宝建築
- 中尊寺金色堂 （平泉町）

#### 国の名勝
- 毛越寺庭園 （平泉町）- 特別名勝
- イーハトーブの風景地（滝沢市・雫石町・花巻市・奥州市・住田町） 
  - 鞍掛山 、七つ森、狼森、釜淵の滝、イギリス海岸、五輪峠、種山ヶ原
- 旧観自在王院庭園（平泉町）
- 猊鼻渓（一関市）
- 厳美渓（一関市）
- 碁石海岸（大船渡市）
- 珊琥島（大船渡市）
- 高田松原（陸前高田市）
- 男神岩・女神岩・鳥越山（二戸市・一戸町） - 馬仙峡を参照

- イーハトーブの風景地（種山ヶ原）
- 旧観自在王院庭園
- 厳美渓
- 猊鼻渓

#### 特別天然記念物
- 早池峰山および薬師岳の高山帯・森林植物群落
- 夏油温泉の石灰華
- 焼走り熔岩流
- 根反の大珪化木

- 夏油温泉の石灰華
- 焼走り熔岩流
- 根反の大珪化木

#### 重要伝統的建造物群保存地区
- 金ケ崎城内諏訪小路 （金ケ崎町）

- 金ケ崎城内諏訪小路
（白糸まちなみ交流館）

#### 重要文化的景観
- 一関本寺の農村景観
- 遠野

#### 重要文化財・史跡等
特別史跡
- 中尊寺境内
- 無量光院跡
- 毛越寺境内 附 鎮守社跡

- 無量光院跡
（特別史跡）
- 柳之御所遺跡
（国の史跡）
- 旧盛岡銀行本店
（重要文化財）
- 龍泉洞
（国の天然記念物）
- 安家洞
（国の天然記念物）

#### 登録文化財
- 岩手県公会堂（盛岡市）
- 南昌荘（盛岡市）
- 米内浄水場（盛岡市）
- 旧南部氏別邸庭園（宮古市）
- 盛合家住宅・庭園（宮古市）
- 旧緯度観測所本館（奥州市）
- 旧臨時緯度観測所（奥州市）
- 後藤伯記念公民館（奥州市）
- 旧岩手県知事公舎洋館（金ケ崎町）
- 旧千田家住宅主屋・板倉（金ケ崎町）
- 旧東北砕石工場（一関市）
- 千厩酒のくら交流施設（一関市）
- 旧専売局千厩葉煙草専売所（一関市）
- 旧上有住小学校校舎（住田町）

- 岩手県公会堂
- 南昌荘
- 旧東北砕石工場
- 旧緯度観測所本館
- 千厩酒のくら交流施設

#### 文化施設
博物館・美術館
水族館
- もぐらんぴあ

- 岩手県立博物館
- 岩手県立美術館
- 平泉文化遺産センター
- 遠野ふるさと村

### 公園等

#### 国立・国定・国営公園
- 国立公園
  - 三陸復興国立公園
- 国定公園
  - 早池峰国定公園
  - 十和田八幡平国立公園
  - 栗駒国定公園

- 三陸復興国立公園（北山崎）
- 早池峰国定公園（早池峰山）
- 十和田八幡平国立公園（岩手山）
- 栗駒国定公園（昭和湖）

#### 県立自然公園
- 久慈平庭県立自然公園
- 外山早坂高原県立自然公園
- 花巻温泉郷県立自然公園
- 湯田温泉峡県立自然公園
- 折爪馬仙峡県立自然公園
- 五葉山県立自然公園
- 室根高原県立自然公園

- 室根高原県立自然公園

#### 県立都市公園
- 岩手県立御所湖広域公園
- 岩手県立花巻広域公園
- 内丸緑地

#### 大型公園・動物園・植物園・遊園地
大型公園
動物園・植物園・遊園地
- 盛岡市動物公園
- 花と泉の公園
- 岩手サファリパーク
- 岩山パークランド

- 盛岡城跡公園
- 北上市立公園展勝地
- 鍋倉公園
- 水沢公園

#### 恋人の聖地
- 石神の丘美術館
- 釜石大観音
- 宮守川橋梁／めがね橋
- 龍泉洞〜初恋水・百恋水

- 宮守川橋梁／めがね橋

### 祭事・行事等
- 山屋の田植踊 （重要無形民俗文化財）
- 鬼剣舞（重要無形民俗文化財）
- 川西念仏剣舞（重要無形民俗文化財）
- 江刺鹿踊り（重要無形民俗文化財）
- 吉浜のスネカ（重要無形民俗文化財）
- 早池峰神楽（ユネスコの無形文化遺産、重要無形民俗文化財）
- 日高火防祭
- 花巻まつり
- 岩手雪まつり
- 盛岡さんさ踊り
- チャグチャグ馬コ（選択無形民俗文化財）
- 蘇民祭（選択無形民俗文化財）

- 盛岡さんさ踊り
- 岩手雪まつり
- 鬼剣舞（北上・みちのく芸能まつり）
- 日高火防祭

## 地域別

### 盛岡広域振興局管内
- 盛岡市 - 岩手公園（盛岡城址）、岩手銀行赤レンガ館、盛岡八幡宮、光原社、中津川、御所湖、盛岡つなぎ温泉、啄木新婚の家、もりおか歴史文化館、桜山神社、マリオス展望室、盛岡市動物公園、北上川、石割桜、寺町通り、もりおか啄木・賢治青春館、岩山展望台、三ツ石神社、東禅寺、常光寺、岩山パークランド、姫神山、宝徳寺、旧宣教師館、岩洞湖、岩手県立美術館、材木町よ市、ベアレン醸造所、岩手県立博物館、高松公園、米内浄水場のしだれ桜、報恩寺・五百羅漢、岩手県営運動公園、盛岡市子ども科学館、盛岡タカヤアリーナ、石川啄木記念館、盛岡さんさ踊り、チャグチャグ馬コ、舟っこ流し
- 八幡平市 - 道の駅にしね、八幡平、不動の滝（日本の滝百選）、焼走り熔岩流、八幡平温泉郷（藤七温泉など）、松川渓谷、安比高原（安比高原スキー場など）、八幡沼、安比温泉、下倉スキー場、八幡平市松尾鉱山資料館、いこいの村岩手、松川温泉、岩手山、上坊牧野の一本桜、松川地熱発電所、八幡平リゾート パノラマスキー場
- 滝沢市 - 岩手山、チャグチャグ馬コ
- 雫石町 - 道の駅雫石あねっこ、小岩井農場、鶯宿温泉、国見温泉、網張温泉・網張温泉スキー場、フラワー&ガーデン森の風、雫石スキー場、岩手高原スノーパーク、ゆこたんの森、雫石高倉温泉、御所湖広域公園、小柳沢砂防公園
- 葛巻町 - 七滝
- 岩手町 - 道の駅石神の丘
- 紫波町 - 道の駅紫波、郡山城（紫波城山公園）、山屋の田植踊
- 矢巾町 - 幣掛の滝

- 石川啄木記念館
- 石割桜
- 八幡平（八幡沼）
- 小岩井農場

### 県南広域振興局管内

#### 胆江地域
- 奥州市 - えさし藤原の郷、黒石寺(蘇民祭)、正法寺、浅井愛宕神社、戸隠神社、胆沢ダム、水沢競馬場、奥州市牛の博物館、焼石クアパークひめかゆ、水沢公園、高野長英記念館、みずさわ観光物産センターZプラザアテルイ、薬師堂温泉、旧岩谷堂共立病院、日高火防祭り、江刺甚句まつり、奥州水沢夏祭り、化粧坂念仏剣舞、南下幅念仏剣舞、鹿踊り
- 金ケ崎町 - 金ケ崎城内諏訪小路（重要伝統的建造物群保存地区）、金ケ崎マラソン

- えさし藤原の郷
- 浅井愛宕神社
- 正法寺
- 胆沢ダム

#### 両磐地域
- 一関市 - 厳美渓、猊鼻渓、岩手サファリパーク、Ark舘ヶ森、栗駒山、花と泉の公園、一関温泉郷、サハラガラスパーク、骨寺村荘園遺跡（平泉の文化遺産）、道の駅厳美渓、幽玄洞、石と賢治のミュージアム、道の駅かわさき、みちのくあじさい園、室根高原県立自然公園
- 平泉町 - 平泉―仏国土（浄土）を表す建築・庭園及び考古学的遺跡群―（世界遺産：中尊寺、毛越寺、無量光院跡、観自在王院跡、金鶏山）、西光寺、平泉文化遺産センター、白山神社、高館義経堂、道の駅平泉、柳之御所遺跡、藤原まつり

- 一関温泉郷
- 幽玄洞
- 達谷窟毘沙門堂
- 高館義経堂

#### 岩手中部地域
- 花巻市 - 宮沢賢治記念館、花巻温泉郷、宮沢賢治童話村、釜淵の滝、渓流の駅、清水寺（日本三清水の一つ）、早池峰山、光林寺、ワインシャトー大迫、イギリス海岸、道の駅石鳥谷、高村山荘、成島毘沙門堂、花巻広域公園、宮沢賢治イーハトーブ館、花巻新渡戸記念館、花巻空港、羅須地人協会、花巻温泉バラ園、早池峰神楽、花巻まつり、蘇民祭
- 北上市 - 鬼の館、夏油高原スキー場、夏油温泉、展勝地、サトウハチロー記念館、北上・みちのく芸能まつり、鬼剣舞
- 遠野市 - カッパ淵、宮守川橋梁、とおの物語の館、伝承園、遠野ふるさと村、遠野市立博物館、道の駅みやもり、続石、早池峰山、五百羅漢、千葉家住宅、金取遺跡（日本最古の遺跡）
- 西和賀町 - 錦秋湖、ほっとゆだ駅、湯田温泉峡、湯本鬼剣舞

- 花巻温泉
- 高村山荘
- 夏油温泉
- カッパ淵

### 沿岸広域振興局管内

#### 宮古地域
- 宮古市 - 浄土ヶ浜、青の洞窟、宮古市魚菜市場、潮吹穴、月山、宮古市遊覧船、道の駅やまびこ館、田老の防潮堤、道の駅みやこ、魹ヶ崎（本州最東端）、三王岩、黒森神楽
- 山田町 - 道の駅やまだ、オランダ島
- 岩泉町 - 龍泉洞（日本三大鍾乳洞）、道の駅三田貝分校、道の駅いわいずみ、安家洞（日本最長の洞窟）、龍泉新洞科学館
- 田野畑村 - 北山崎、鵜ノ巣断崖

- 三王岩
- 鵜ノ巣断崖

#### 釜石地域
- 釜石市 - 釜石大観音、釜石市立鉄の歴史館、道の駅釜石仙人峠、駅前橋上市場サン・フィッシュ釜石、不動の滝、シープラザ釜石、橋野高炉跡（世界遺産）、虎踊、釜石よいさ
- 大槌町 - 蓬萊島（ひょっこりひょうたん島のモデルとなった島）

- 釜石市立鉄の歴史館

#### 気仙地域
- 大船渡市 - 碁石海岸（日本の渚百選）、道の駅さんりく、長安寺、ど根性ポプラ、吉浜のスネカ
- 陸前高田市 - 高田松原（日本の渚百選、奇跡の一本松)、道の駅高田松原、氷上山
- 住田町 - 滝観洞

- 高田松原

### 県北広域振興局管内

#### 久慈地域
- 久慈市 - 小袖海女センター、道の駅くじ、もぐらんぴあ、諏訪神社、久慈琥珀博物館、巽山公園、つりがね洞、ホロロン
- 普代村 - 陸中黒埼灯台 （日本の灯台50選）
- 野田村 - 道の駅のだ、十府ヶ浦海岸
- 洋野町 - 道の駅おおの、種市海浜公園

- 陸中黒埼灯台

#### 二戸地域
- 二戸市 - 九戸城址、金田一温泉、馬仙峡
- 一戸町 - いわて子どもの森、奥中山高原スキー場、御所野遺跡（世界遺産）
- 軽米町 - 雪谷川ダムフォリストパーク・軽米
- 九戸村 - 長興寺、道の駅おりつめ、折爪岳

- 馬仙峡
- 御所野遺跡